# 우왁굳
우왁굳(본명: 오영택, 1987년 7월 24일~)은 대한민국의 인터넷 방송인이다. 또한 2002년부터 2006년까지 w플레이어로 방송을 했었으며, 2008년 말에 비디오 게임 방송을 시작했다. 또한 2009년 초부터 GTA 4(빠른노숙자)로 인기를 끌기 시작했으며, 2011년 복학을 위해 일본 오사카부로 떠났다. 또한 거기서 오사카산업대학 정보시스템공학을 졸업했다. 우왁굳TV의 크루장이며 겜스터의 크루장이었다. 마스코트는 왁두이다. 그리고 우왁굳은 휠라와 함께 알잘딱깔센(알아서 잘 딱 깔끔하고 센스있게)이라는 이름으로 맨투맨, 후드, 신발 등 여러 가지 의류들을 팬덤과 함께 제작하였다. 닉네임의 유래는 우왕ㅋ굳ㅋ이다.

## 가족
부모와 여동생이 있으며 배우자는 E스포츠 아나운서 김수현이고 2018년 10월 13일 결혼했다. 반려견은 웰시코기(메시)이다.

## 컨텐츠 성격
무언가 하나의 게임을 찾으면 온갖 수단과 방법을 가리지 않는다. 마인크래프트로 예시를 들자면 그 게임으로 왁트모르즈비, 건축 콘테스트, 왁파트 와 같은 컨텐츠를 창작했다. VR로도 많은 컨텐츠들을 창작하고 시도하는데, 2021년 중반기엔 이세계 아이돌 프로젝트라는 대규모 컨텐츠를 기획하기도 했다.
그가 만들어내는 컨텐츠들은 대부분 시청자 참여로 이루어지는 경우가 많다. 이세계아이돌 역시 구독자 참여형 콘텐츠로서 시작했다.

## 작사가 활동
2021년 이세계 아이돌 프로젝트를 시작하면서 이세계아이돌의 정규곡의 가사를 직접 작성하면서 작사가로 데뷔했다.

### 작사한 곡
- RE : WIND - 이세계아이돌
- 겨울봄 - 이세계아이돌
- KIDDING - 이세계아이돌

## 같이 보기
- 이세계아이돌